# .vi
.vi és el domini de primer nivell territorial (ccTLD) de les Illes Verges Nord-americanes.

## Dominis de segon nivell
Es permeten noms de nivell dos (de més de dos caràcters), però només a les empreses i residents de les Illes Verges. Els dominis de tercer nivell tenen menys restriccions. Es poden fer a .co.vi, .org.vi, .com.vi, .net.vi, i .k12.vi.